# Airbus Helicopters, Inc.
Airbus Helicopters, Inc. (AHI) ist das nordamerikanische Tochterunternehmen von Airbus Helicopters.

## Geschichte
Die Geschichte der US-Tochtergesellschaft geht auf die inzwischen aufgelöste LTV Corporation zurück. Vought Helicopter Inc., eine Tochtergesellschaft von LTV, richtete 1968 am Grand Prairie Municipal Airport eine Niederlassung ein, um Hubschrauber der französischen Aérospatiale in Nordamerika zu vermarkten. 1974 übernahm Aérospatiale das Unternehmen und änderte zwei Jahre später den Namen von Vought Helicopter Inc. in Aérospatiale Helicopter Corporation. Der Grundstein für den heutigen Standort wurde 1980 in Grand Prairie gelegt. 1992 ging die Aérospatiale Helicopter Corp. in Eurocopter auf und wurde im Zuge der Umstrukturierung des Mutterkonzerns EADS zum Jahreswechsel 2013/2014 in Airbus Helicopters umbenannt.

## Standorte
Am Standort Grand Prairie (Texas) befindet sich die Hauptverwaltung sowie das Trainingscenter für Nordamerika mit Schulungsräumen und Flugsimulatoren direkt am Grand Prairie Municipal Airport.
Am Standort Columbus (Mississippi) befindet sich am Golden Triangle Regional Airport. Neben den Wartungs- und Reparaturabteilungen erfolgt hier seit 2014 auch die Endmontage des UH-72A „Lakota“, einer militärischen Version des EC145 für die US-Army, sowie die Endmontage der AS350.